# The Tower (chanson)
Pour les articles homonymes, voir The Tower.
Singles de Luna
Lost and Wild
(2023)
Chansons représentant la Pologne au Concours Eurovision de la chanson
Solo de Blanka
(2023)
The Tower est une chanson de la chanteuse polonaise Luna. Elle a été sélectionnée pour représenter la Pologne au Concours Eurovision de la chanson 2024.

## Contexte et composition
La chanson est écrite et composée par Luna, Paul Dixon et Max Cooke. Dans des interviews, Luna déclare que la chanson parle d'un voyage vers la réalisation et l'accomplissement de soi à partir de la négativité à laquelle l'humanité est confrontée. La chanson utilise la métaphore d'une tour de négativité et de potentiel limité, exhortant l'auditeur à renverser la tour avec force.
La première officielle de la chanson a lieu le 23 janvier 2024 à la boîte de nuit Spatif à  Varsovie. Cette première de la chanson s'accompagne d'un clip vidéo qui utilise (selon Luna) la métaphore des échecs pour décrire les relations qu'elle a subies. Elle déclare que l'apparence de son adversaire représente les luttes qu'elle a menées dans sa vie, y compris le fait de  « franchir des limites ». Le duel lui-même représente la confrontation différents proches et leurs relations, et à la fin de la vidéo, elle se bat contre elle-même, sachant qu'elle doit vaincre son moi passé pour créer son propre destin.
Environ un mois après sa première officielle, la chanson est annoncée par le radiodiffuseur polonais  Telewizja Polska, comme représentante de la Pologne pour le Concours Eurovision de la chanson 2024.

## Eurovision 2024

### Sélection interne
Le 20 septembre 2023, le radiodiffuseur polonais Telewizja Polska (TVP) annonce son intention de participer au Concours Eurovision de la chanson 2024. À la suite d'une controverse sur la sélection de l'année précédente, TVP envisage de passer à une sélection interne, ce qui est confirmé en janvier 2024. Le 13 février, après la présélection de 22 chansons, un comité interne composé de cinq membres attribue des notes de 1 à 10 à dix d'entre elles. Six jours plus tard, Luna et sa chanson sont déclarées représentantes de la Pologne pour le concours, l'emportant d'un point sur la chanson Witch-er Tarohoro de Justyna Steczkowska.

### À l'Eurovision
À l'Eurovision, la Pologne participe à la première demi-finale le 7 mai 2024, où elle ne se qualifie pas pour la finale.